# Carus-Verlag
Carus-Verlag GmbH & Co KG  is een muziekuitgeverij met zetel in Leinfelden-Echterdingen bij Stuttgart in de Duitse deelstaat Baden-Württemberg. De in 1972 opgerichte muziekuitgeverij is een van de grootsten ter wereld op gebied van religieuze koormuziek. Naast partituren, geeft Carus ook CD's uit.

## Geschiedenis
De uitgeverij werd in 1972 gesticht door Günter en Waltraud Graulich en is tegenwoordig een van Duitslands toonaangevende muziekuitgeverijen. Het oorspronkelijk doel was om de niet eerder uitgegeven (of moeilijk te vinden) religieuze vocale muziek toegankelijker te maken. In de loop der jaren kon de uitgeverij voortdurend groeien en vergrootte de catalogus. In 1992 werd de klassieke muziek-afdeling van uitgeverij Hänssler-Verlag overgenomen. Vandaag de dag is de uitgeverij een van de grootste aanbieders van vocale muziek met ongeveer 50 medewerkers en meer dan 28.000 uitgaven.

## Links
- www.carus-verlag.com
- Carus-Verlag op YouTube